# Sobrio
Sobrio är en ort i kommunen Faido i kantonen Ticino, Schweiz. 
Sobrio var tidigare en egen kommun, men den 10 april 2016 inkorporerades den i Faido.